# Podsinja vas
Podsinja vas (nemško Hundsdorf) je naselje v Občini Bistrica v Rožu v Okraju Celovec-dežela na Koroškem v Avstriji.